# Zoigl

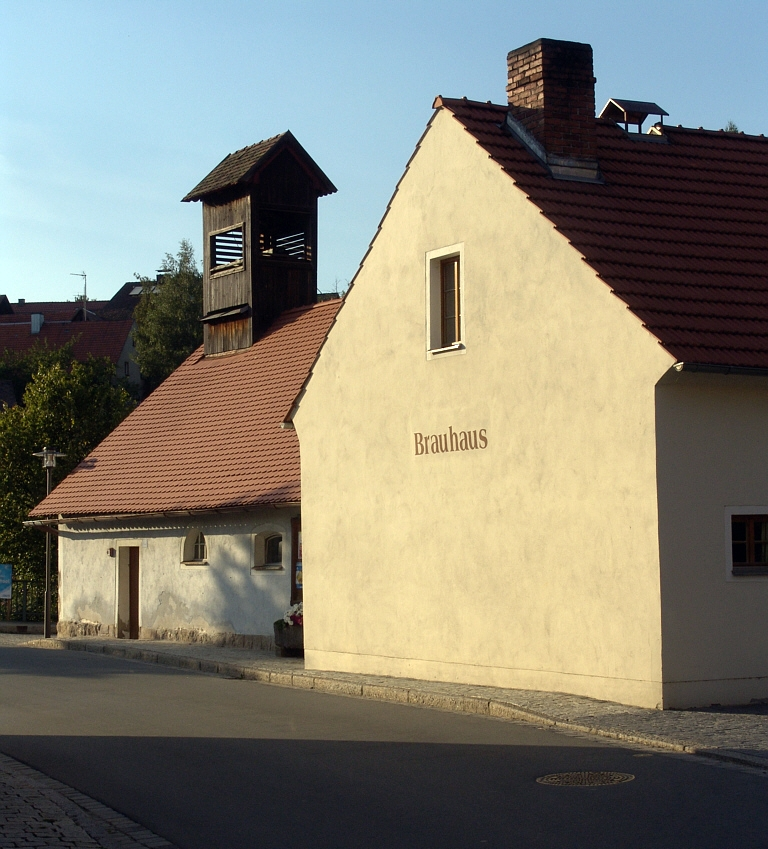
Lokalny browar spółdzielczy w Falkenberg (Górny Palatynat). Produkuje się tu piwo Falkenberger Zoiglbier

Zoigl (także Zeugl albo Kommunbier) – piwo dolnej fermentacji, produkowane w północnej części Górnego Palatynatu w Niemczech i warzone przez osoby prywatne. Zacier na zoigla przygotowuje się w publicznym browarze (Kommunbrauhaus). Browarnicy zabierają brzeczkę do domu i fermentują ją przy użyciu drożdży. Każdy z nich wykorzystuje swój tradycyjny przepis, więc smak zoigla nie jest jednorodny i różnice między poszczególnymi miejscowościami, i piwowarami są wyczuwalne.

## Piwo
Zoigl jest piwem dolnej fermentacji, wytwarzanym jako piwo jasne albo ciemne. Zawartość drożdży, ekstraktu i alkoholu nie odbiega od piw produkowanych w typowych browarach, niższe jest za to nasycenie dwutlenkiem węgla. Liczne zoigle nie są filtrowane i pozostają naturalnie mętne (tzw. Zwickelbier).

## Rozpowszechnienie

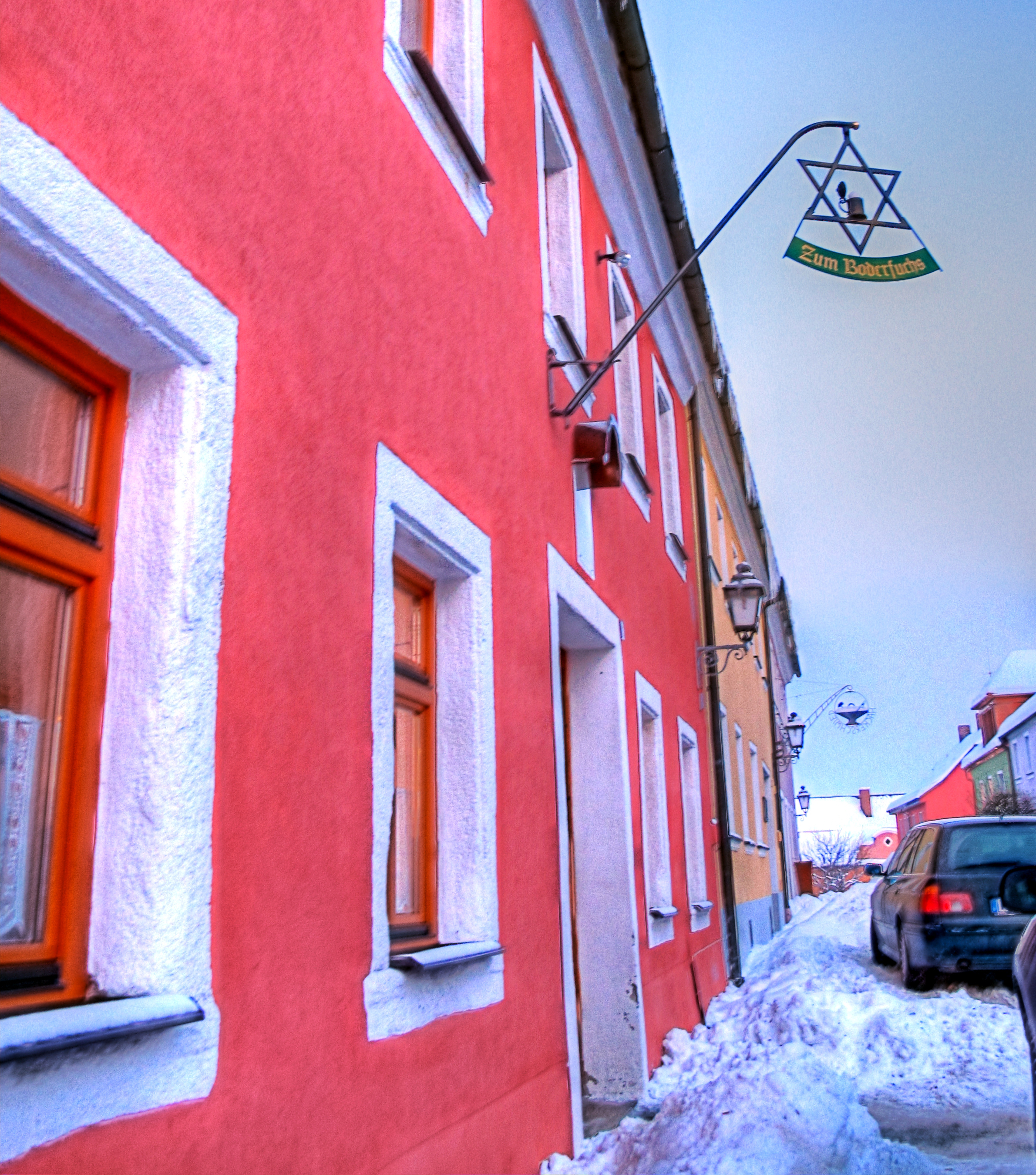
Lokal oferujący zoigla w Tirschenreuth

Zoigla wytwarza się głównie w północnej części Górnego Palatynatu w wiejskich browarach-spółdzielniach, będących wspólną własnością mieszkańców, a produkcją zajmują się osoby prywatne. Przywilej warzenia jest dziedziczony z pokolenia na pokolenia i przypisany do domów oraz parcel, a także zarejestrowany w księgach wieczystych. Przez długi czas krąg osób uprawnionych był więc ograniczony. Gminy często zbierają „kotłowe“ („Kesselgeld“), które służy opłaceniu energii elektrycznej, oświetlenia, wody, ubezpieczenia i pokrywa koszty napraw. Cały przebieg produkcji musi nadzorować piwowar, którego dodatkowym obowiązkiem jest informowanie urzędów skarbowych o skali produkcji, gdyż producenci zoigla muszą odprowadzać podatek piwny (Biersteuer).

## Tradycja

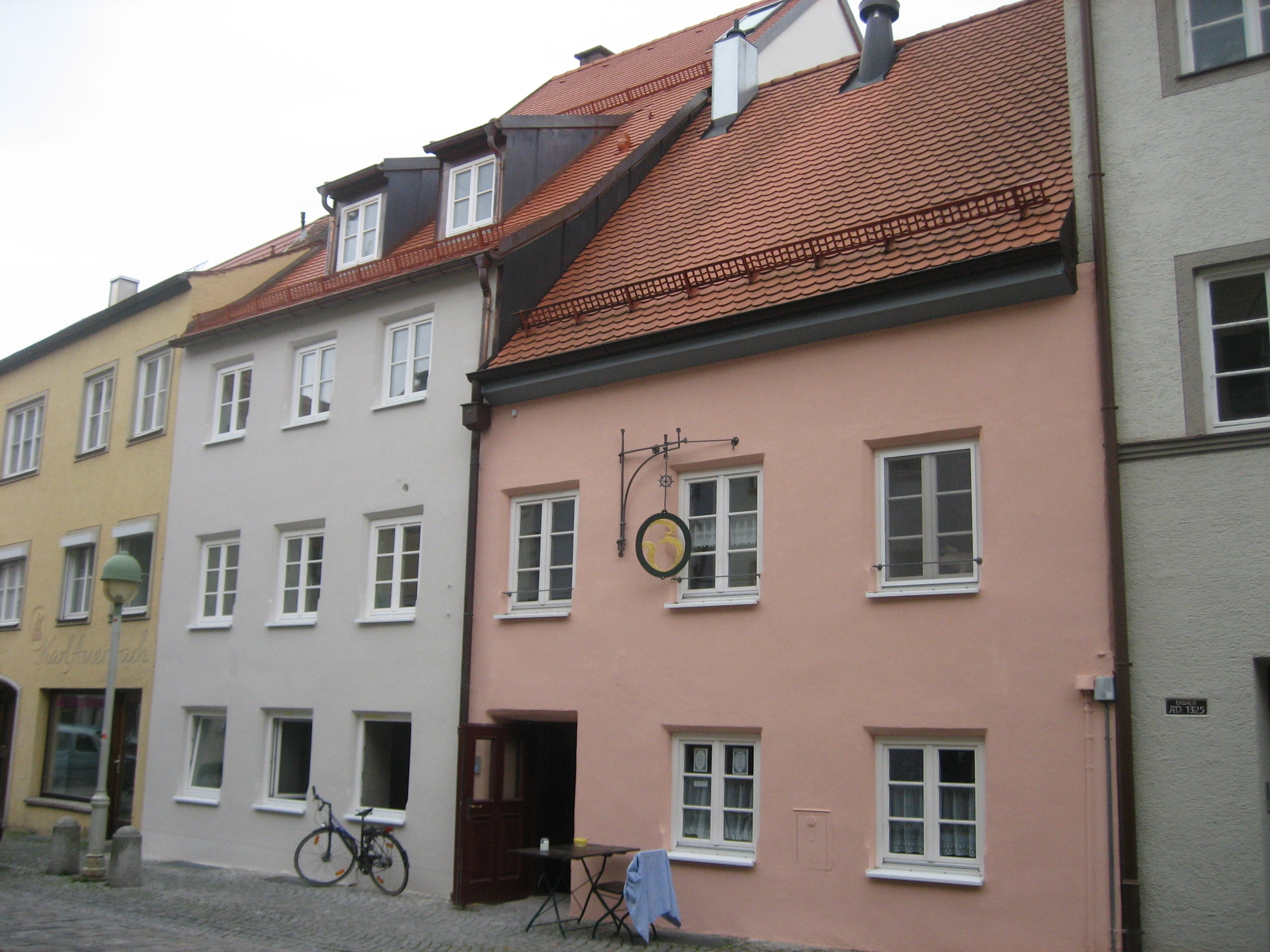
Dom z piwiarnią zoigla

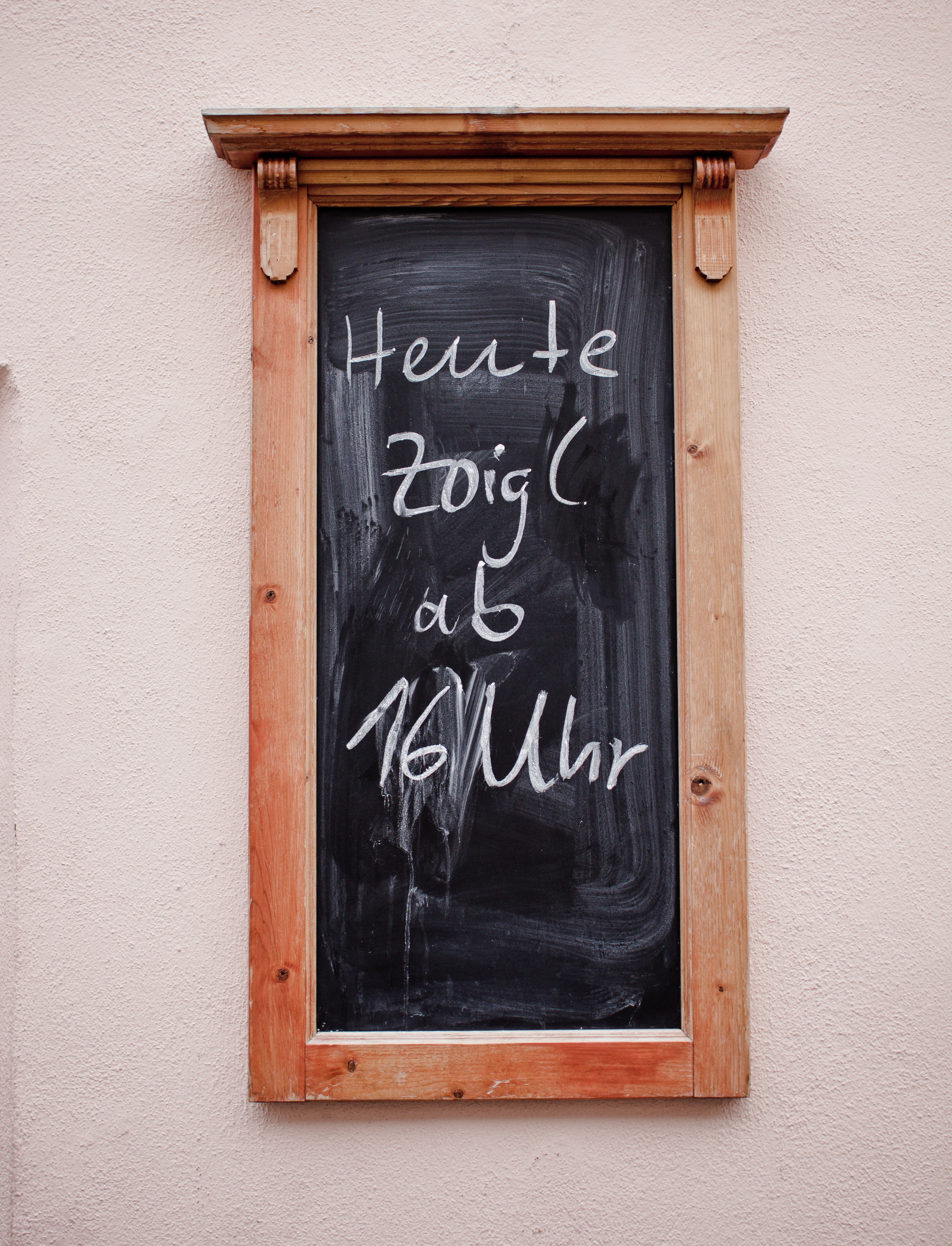
Wyszynk zoigla w Kaufbeuren

Wyszynk piwa wyprodukowanego przez członków zrzeszenia odbywa się w wyznaczonych turach, trwających od 2 do 4 tygodni. Osoba, której kolej akurat przypada wywiesza ze szczytowego okna swojego domu charakterystyczną gwiazdę („Zoiglstern“ albo „Brauerstern“), miotełkę z witek albo gałązki świerku. Nazwa piwa, zoigl, pochodzi od słowa zeigen i oznacza w północnobawarskim dialekcie po prostu znak albo szyld. Rolę piwiarni (Zoiglstube) pełnią zwyczajowo salon i kuchnia domu.
Szynkarze oferują do swojego piwa, nalewanego prosto z beczki przekąski, często własnej produkcji.
Podobna tradycja jest znana we Frankonii pod nazwą Hausbräu.
Zoigla produkuje się również na własne potrzeby. Grupa zainteresowanych i uprawnionych kupuje surowce i warzy piwo, a po warzeniu brzeczka jest dzielona pomiędzy browarników, którzy w beczkach zabierają ją do domów i po dokończeniu fermentacji rozlewają zoigla do butelek.

## Region zoigla
Tradycja produkcji zoigla istniała w 75 miejscowościach w Górnym Palatynacie, wymienionych w rozporządzeniu z 1854. Prócz wymienionych poniżej pięciu miejscowości, gdzie nadal wytwarza się zoigla, istnieją także typowe restauracje, które mają zoigla w ofercie całorocznie bądź sezonowo, jednak z tradycją mają niewiele wspólnego, gdyż są otwarte przez cały rok, a piwo zoigl stanowi tylko dodatek do ich oferty.

### Zoigl ze spółdzielczych browarów
Dwudziestu browarników zrzeszyło się i oznacza produkty godłem „Echter Zoigl vom Kommunbrauer“. Prowadzą oni wyszynk w następujących miejscowościach:
- Eslarn
- Falkenberg
- Mitterteich
- Neuhaus (część Windischeschenbach)
- Windischeschenbach

### Miejscowości z prywatnymi browarami, w których wytwarza się m.in. zoigla
- Amberg
- Friedenfels
- Mitterteich
- Irchenrieth
- Kallmünz
- Mallersdorf
- Marktredwitz
- Moosbach
- Pirk
- Plößberg
- Raigering (dzielnica Amberg)
- Ratyzbona
- Reuth bei Erbendorf
- Schlammersdorf
- Selb
- Sulzbach-Rosenberg
- Weiden in der Oberpfalz
- Wunsiedel
- Windischeschenbach

### Inne piwa produkowane w podobny sposób
- Kommune w Neuhaus an der Pegnitz

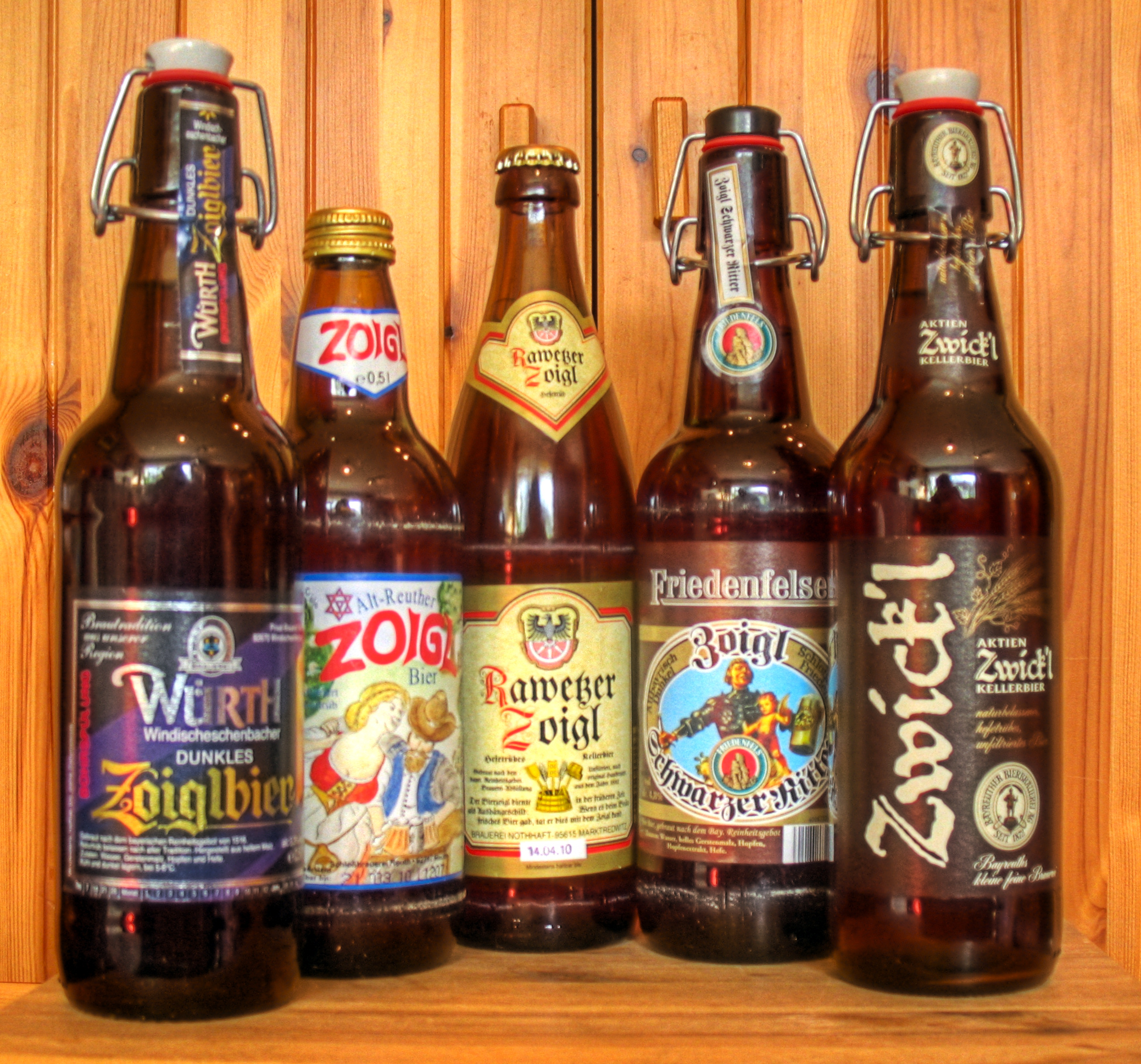
„Zoigl“ różnych producentów

- Beckn Bier, tradycyjne piwo domowego wyrobu z Bayreuth
- Flinderer, sezonowy wyszynk browarników w Pegnitz
- Communebrauerei w Kaufbeuren
- spółdzielczy browar w Seßlach
- do tradycji nawiązuje piwo Zoiglstar z Gettysburga w Stanach Zjednoczonych